# Lover
Lover é o sétimo álbum de estúdio da artista musical estadunidense Taylor Swift. O seu lançamento ocorreu em 23 de agosto de 2019, através da Republic Records. Após o lançamento de seu álbum anterior Reputation (2017), descrito como um "mecanismo de defesa" para lidar com a experiência tumultuosa de sua vida pública, Swift finalizou seu contrato de doze anos com a Big Machine Records. Enquanto excursionava pelo mundo com a Reputation Stadium Tour (2018), a artista pôde experimentar o amor de seus fãs o que a ajudou a recuperar sua saúde mental após as controvérsias que levaram a Reputation. Com base nisso, ela começou a conceituar um álbum que apresentasse seu lado pessoal e vulnerável, conectando-a com seu público e mostrando seus pontos fortes como artista, além de canalizar sua vida pessoal reajustada e a libertação de sua percepção pública. As gravações do disco ocorreram entre novembro de 2018 a fevereiro de 2019, em diversos estúdios situados nos Estados Unidos, Nova Zelândia e Reino Unido sob a produção  musical da própria cantora juntamente a Jack Antonoff, Joel Little, Louis Bell e Frank Dukes, sendo que Swift participou ainda das composições de todas as faixas e serviu como produtora executiva do álbum.
Descrito por Swift como uma "carta de amor ao amor próprio", a artista optou em usar Lover no título do álbum, revelando um lado mais amoroso, além de abranger melhor seu conceito no geral. Diferente de Reputation, que continha um som influenciado pelo hip hop e tratava de problemas mais obscuros, Lover celebra todo o espectro do amor, usando tons claros e brilhantes. Em termos musicais, é principalmente um álbum pop e electropop, com elementos proeminentes de rock and roll, bubblegum pop, dream pop, folk-rock, indie-pop e country, com críticos notando ainda influências do pop rock e synth-pop dos anos 1980. Swift quis incorporar estilos ecléticos, como forma de acompanhar os diversos temas líricos do álbum, o que foi possível graças ao seu novo contrato com a Republic Records, garantindo-lhe mais liberdade artística do que antes. Liricamente foca principalmente em sentimentos decorrentes do amor, como paixão, compromisso, luxúria e mágoa; alguns discutem questões da política contemporânea dos Estados Unidos, como direitos da população LGBT e feminismo. O cantor Brendon Urie e a banda The Chicks são as únicas participações apresentadas no álbum.
Lover obteve análises positivas de críticos musicais, que elogiaram as composições de Swift por transmitirem maturidade emocional e evolução artística; no entanto, alguns resenhadores negativaram sua duração, avaliando que continha um número "inconsistente" de músicas. Consequentemente, foi incluído em diversas listas dos melhores álbuns de 2019 e recebeu indicações em diversas premiações, incluindo Melhor Álbum Vocal Pop na 62ª edição dos Grammy Awards. Comercialmente, foi igualmente bem recebido, liderado as tabelas de 17 nações, como Austrália, Canadá, Espanha, Irlanda, Nova Zelândia, Portugal, e Reino Unido. Nos Estados Unidos, debutou no topo da Billboard 200, com 867 mil unidades vendidas, marcando o sexto número um de Swift e a tornando a primeira artista feminina a ter seis álbuns a venderem acima de 500 mil cópias em uma única semana. Converteu-se no único álbum entre qualquer artista a vender 1 milhão de cópias em 2019, bem como o quarto de sua carreira a encerrar o ano como o mais comprado na nação; foi eventualmente certificado como platina tripla pela Recording Industry Association of America (RIAA). Mundialmente, foi o álbum de estúdio mais vendido de 2019, registrando cinco milhões de unidades faturadas até o momento.
Cinco singles foram extraídos de seu alinhamento; com "Me!", "You Need to Calm Down" e "Cruel Summer" obtendo maior destaque nas tabelas musicais, sendo que o último citado rendeu a Swift seu décimo tema a liderar a estadunidense Billboard Hot 100, em 2023, quatro anos após seu lançamento original. A divulgação de Lover consistiu em apresentações feitas em diversas cerimônias de premiação, como MTV Video Music Awards e o Billboard Music Awards, além de programas televisivos, como Saturday Night Live e o The Voice. Para apoia-lo, a artista anunciou que embarcaria na Lover Fest, sua sexta turnê, com datas sendo anunciadas para 2020, porém, devido à pandemia de COVID-19, sua concretização foi abortada.

## Antecedentes

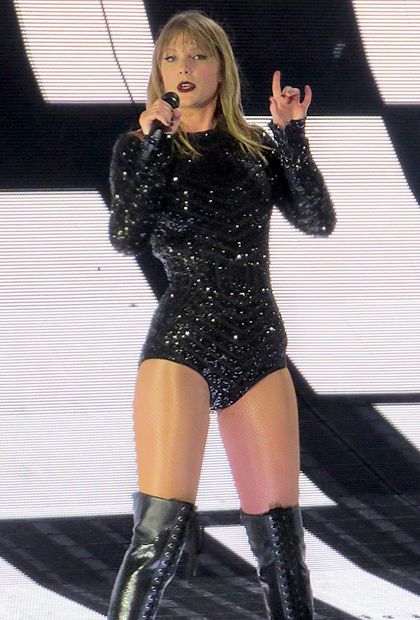
Durante a turnê Reputation Stadium Tour, Swift escreveu e idealizou Lover canalizando sua vida pessoal reajustada.

Durante a promoção de seu quinto álbum de estúdio 1989 (2014), Swift tornou-se alvo constante de fofocas em tablóides especializados em celebridades; sua reputação de "Queridinha da América", resultado de uma imagem pública saudável e inocente, foi manchada por relacionamentos amorosos conflituosos que foram altamente divulgados e controvérsias com outros artistas. Abatida com os comentários maldosos a seu respeito, Swift se isolou da imprensa enquanto desenvolvia seu sexto álbum de estúdio, Reputation, lançado em novembro de 2017; sua temática central é uma resposta à comoção criada pela mídia em torno da reputação da musicista.
Reputation contém músicas com letras de vingança e drama e foi percebido como um retorno após esses períodos tumultuosos em sua imagem. Swift evitou promover o álbum na mídia como ela havia feito em seus álbuns anteriores, em vez disso, realizou sessões de audição exclusivas para fãs e algumas apresentações na televisão sem realizar entrevistas. Foi seu primeiro álbum lançado fora de seu ciclo usual de dois anos para lançamentos, e seu último sob seu contrato de 12 anos com a Big Machine Records, assinado em 2006. A turnê Reputation Stadium Tour (2018), criada em apoio ao álbum, quebrou o recorde de maior arrecadação de bilheteria na história dos Estados Unidos. Em novembro de 2018, ao concluí-la, Swift assinou com a gravadora Republic Records, do Universal Music Group, cujo contrato lhe permitia possuir os direitos sobre as gravações masters de seus primeiros seis álbuns de estúdio. Ela também endossou dois candidatos democratas para as eleições daquele ano em seu antigo estado de residência, o Tennessee — sua primeira vez expressando publicamente sua opinião política.
Swift comentou que escreveu Reputation como um "mecanismo de defesa" para lidar com a experiência tumultuosa de ter uma vida pública, e se isolou da imprensa porque precisava proteger sua saúde mental e parou de se sentir obrigada a "se explicar". Comentando sobre sua reputação de "Queridinha da América", ela disse que foi libertador abrir mão da autoconsciência que esse título carrega e de tentar aparecer "sempre sorridente, sempre feliz". Na Reputation Stadium Tour, Swift se inspirou no amor que recebeu dos fãs para abraçar o que havia de mais positivo e vulnerável em si; apesar de sua reputação manchada na imprensa, ela percebeu que seus admiradores "a veem como um ser humano de carne e osso", o que "a mudou completamente". Para isso, ela concebeu seu sétimo álbum de estúdio como um registro pessoal e vulnerável, conectando-se com seu público e mostrando seus pontos fortes como artista: "Muitas vezes, com a nossa cultura de rebaixamento, difamar uma celebridade é basicamente o mesmo que falar mal sobre o novo iPhone. Então, quando eu vou e encontro fãs, vejo que eles realmente me veem como um ser humano de carne e osso. Isso — por mais artificial que possa parecer — mudou-[me] completamente, atribuindo humanidade à minha vida".

## Desenvolvimento e gravação

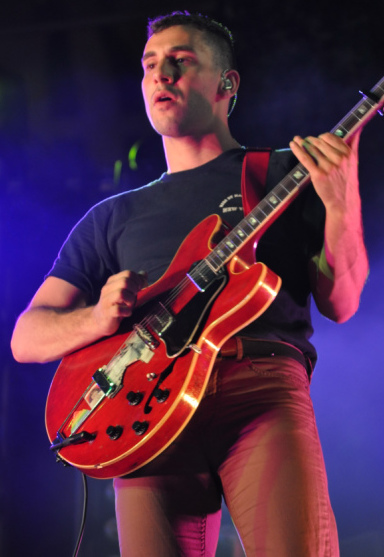
Jack Antonoff (foto), colaborador frequente de Swift desde 2013, co-produziu 11 faixas para Lover.

Swift começou a gravar material para Lover em novembro de 2018, assim que completou a Reputation Stadium Tour, canalizando a "energia positiva" que recebeu durante a turnê para o estúdio. O álbum foi gravado em três meses, com sua última sessão ocorrendo em 24 de fevereiro de 2019, embora uma amostra pertencente a Cautious Clay usada em "London Boy" só tenha sido aprovada em junho do mesmo ano. A maior parte do álbum foi gravada no Electric Lady Studios em Nova Iorque, enquanto algumas sessões ocorreram no Golden Age West em Auckland, Nova Zelândia; Golden Age e Electric Feel Studio, ambos em Los Angeles, e Metropolis Studios em Londres, Reino Unido. Swift disse que abordou as gravações como se estivesse fazendo apresentações ao vivo, e que grande parte do álbum foi registrado em um único take. Em uma entrevista de janeiro de 2020 para Chris Willman, jornalista da Variety, ela revelou que "Only the Young", a música de seu documentário da Netflix, Miss Americana (2020), estava inicialmente cogitada para ser incluída em Lover.
A artista concebeu Lover a partir de um "lugar aberto, livre, romântico e caprichoso" de seu íntimo; ela acrescentou que o álbum parecia-lhe  "esteticamente muito diurno", enquanto seu antecessor, Reputation, soava com "toda a paisagem urbana, escurecido". Swift afirmou que tentou "não fazer o álbum com nenhuma expectativa"; ela começou a "escrever tanto" que "sabia imediatamente que [Lover] provavelmente seria mais longo" do que seus outros discos de estúdio. A intérprete compôs sozinha três faixas — "Lover", "Cornelia Street" e "Daylight"; o restante foi co-escrito com os produtores. Ela co-produziu todas as músicas e atuou como a única produtora executiva do projeto. Swift também destacou que todas as canções de Lover foram escritas especificamente para integrá-lo, sem sobras de outros trabalhos; citando "This Love" como exemplo, que ela havia escrito para Red (2012), mas acabou sendo incluído em 1989 (2014). Ao colaborar com percussão para a faixa "Paper Rings", Lover tornou-se seu primeiro álbum desde 1989 em que ela participou ativamente de gravações instrumentais.

"Eu estava sentada tocando piano na minha casa e veio o refrão. Isso meio que aconteceu de repente. Foi um daquelas [músicas] que escrevi muito, muito, muito rápido; [...] Essa seria para mim menos uma ponte de discursos e mais uma ponte do tipo fábula. Às vezes eu gosto de imaginar uma ponte como uma espécie de fábula de conto de fadas, transformando-a em uma música que não foi tão detalhada até aquele momento".

—Swift falando sobre a criação da faixa título para a Rolling Stone.
Swift produziu Lover com o seu colaborador de longa data Jack Antonoff, bem como com Joel Little, Louis Bell, Frank Dukes, e Sounwave, esses últimos trabalhando pela primeira vez ao seu lado. Antonoff co-escreveu oito e co-produziu onze músicas do álbum. Little, conhecido por ser o vocalista da banda Goodnight Nurse e por seu trabalho com Lorde, co-escreveu e co-produziu outras faixas, incluindo "Me!" e "You Need to Calm Down". Bell e Dukes, que trabalharam com artistas como Camila Cabello e Post Malone, co-escreveram e co-produziram três obras. Swift co-produziu faixas com Bell, Dukes e Little de novembro a dezembro de 2018. Enquanto isso, ela trabalhou com Antonoff no álbum de janeiro a fevereiro de 2019. Sounwave co-escreveu e co-produziu a música "London Boy"; outros artistas com créditos de escrita incluem St. Vincent, Cautious Clay e Brendon Urie.
"Lover", a faixa-título, foi escrita por Swift no piano, tarde da noite, em sua casa em Nashville, Tennessee; em seguida, ela enviou uma mensagem de voz cantarolando-a para Antonoff. No dia seguinte, a intérprete voou para Nova Iorque para trabalhar na composição com o produtor e a engenheira de gravação Laura Sisk, no Electric Lady Studios. Lá, ela tocou a música no piano para eles; a própria Swift e Antonoff produziram a versão final da obra durante uma sessão de gravação que levou seis horas para ser concluída, usando um efeito de reverberação conhecido como "space echo", uma linha de baixo inspirada em Paul McCartney, um piano "lavado", um mellotron, um violão de doze cordas, bateria ao vivo e uma "caixa batendo muito forte com baquetas". "Death by a Thousand Cuts", a décima canção de Lover, foi inspirada na dinâmica entre os personagens principais de Someone Great (2019), filme da Netflix, escrito e dirigido por Jennifer Kaytin Robinson. Ela detalhou sobre o seu processo de elaboração em uma entrevista para Elvis Duran, da iHeartRadio; "Acho que quando as pessoas fazem arte [...] especialmente as mulheres, é algo muito inspirador. Eu assisti este filme na Netflix chamado Someone Great. Chorei assistindo-lhe. Por cerca de uma semana, comecei a acordar de sonhos que estava vivendo naquele cenário [do filme] – que isso estava acontecendo comigo. Eu tinha essas letras na minha cabeça com base na dinâmica de esses personagens e as levei ao estúdio com Jack Antonoff".

## Composição

### Temas e influências na composição
[Lover é] um álbum sobre todas as diferentes formas de amor. Mesmo quando o amor dói, este álbum é sobre todo o espectro que o amor nos faz sentir, então eu pensei que este álbum definitivamente se chamaria Lover.

—— Swift comparando Lover com Reputation, em entrevista à Rolling Stone.[41]
A textura de  Lover foi descrita como mais leve, mais brilhante, sonhadora e alegre, partindo do tom escuro, pesado e influenciado pelo hip hop de Reputation. Swift começou a escrever Lover depois de ter recalibrado sua vida pessoal, libertando-se de sua percepção pública. Refletindo sobre sua experiência na Reputation Stadium Tour, ela aprendeu a levar sua ocupação como artista menos a sério do que antes. Embora ela costumasse pensar no show business como um campo de batalha competitivo, ao se apresentar em turnê, ela percebeu: "[Nós artistas] somos apenas entretenimento as pessoas, e deveria ser divertido". Ela reconsiderou suas aparições públicas e descobriu que seu foco era sua música e não sua influência nas mídias sociais.. Swift foi inspirada por essas realizações para abraçar sua recém-descoberta criatividade artística e escrever músicas de uma perspectiva de espírito livre. Como em suas composições para álbuns anteriores, ela escreveu Lover como um reflexo de sua vida pessoal, o definindo como sendo muito confessional e autobiográfico, mas também divertido e caprichoso.
Swift descreveu o álbum como uma "carta de amor ao amor próprio, em toda a sua glória enlouquecedora, apaixonante, emocionante, encantadora, horrível, trágica e maravilhosa"; Embora os protagonistas das músicas de Reputation sejam personagens exagerados que Swift criou como reação às controvérsias, os de Lover são de uma perspectiva honesta e alegre, inspirada em sua recém descoberta do "amor que era muito real". Apesar de tratar o amor como sua temática central, Swift o concebeu como um álbum romântico; portanto, além de canções alegres, inclui outras sobre tristeza ou solidão, que ela acreditava poder se sentindo "através de um olhar apaixonado". Os críticos de música notaram Lover como o retorno da artista à sua tradição de compor sobre o amor e intimidade emocional após os pontos de vista antagônicos de seu disco antecessor, representando sua confiança, bem como sua libertação artística e pessoal.
| “ | Reputation estava tão distante do que eu costumo fazer. Lover parece um retorno aos pilares fundamentais de composição sobre os quais costumo construir minha música. É realmente honesto; não sou eu interpretando um personagem. É realmente como me sinto, não destilada. E há muitas admissões muito pessoais nele. E também, eu amo uma metáfora. [...] Você sabe, todo o Reputation era apenas uma metáfora, mas este [Lover] é um disco muito pessoal. | ” |
|   | — Swift comparando Lover com Reputation, em entrevista à Rolling Stone. |   |

As letras altamente detalhadas do álbum foram encontradas como uma reminiscência aos trabalhos anteriores da artista, onde os personagens tinham aspectos novelísticos, especialmente o lirismo pessoal de Speak Now (2010) e a composição confessional de Red (2012). Seu escopo lírico abrange temas que são específicos sobre a vida pessoal da intérprete, mas também envolvem sentimentos universalmente relacionáveis que podem ser aplicados a histórias de amor comuns de muitas pessoas. Apesar de suas músicas serem muito pessoais, Swift evitou revelar a inspiração por trás delas. O álbum também incorpora letras politicamente carregadas, um território anteriormente pouco explorado pela artista; Ela foi avisada para não se envolver em política por sua gravadora desde que iniciou sua carreira em 2006, mas depois de testemunhar os eventos que afetam os direitos de certas pessoas, ela se desiludiu com o clima político contemporâneo dos Estados Unidos e decidiu abandonar sua postura apolítica anterior. "The Man", foi inspirada nos padrões duplos que as mulheres vivenciam na sociedade e, mais especificamente, na indústria da música. "You Need to Calm Down" tem letras em defesa dos direitos LGBT, inspirada em uma conversa onde Swift foi questionada por uma amiga sobre como ela reagiria se tivesse um filho homossexual; outras inspirações foram assédio virtual, a cultura do cancelamento e como a mídia "coloca [as mulheres] umas contra as outras". Explicando como a faixa se alinha com o conceito do álbum, Swift explicou que ela aborda como algumas pessoas enfrentam discriminação apenas com base em quem elas amam.

### Estrutura musical e letras
No âmbito musical, Lover é predominantemente derivado do pop e electropop, assim como seu antecessor, mas também incorpora elementos minimalistas de diversos gêneros como pop punk, dream pop, folk-rock, indie-pop e quiet storm. Esse excesso de estilos ecléticos no álbum, surgiu do desejo de Swift de incorporá-los aos diversos temas líricos que pretendia abordar, o que foi possível graças ao seu novo contrato com a Republic Records, garantindo-lhe mais liberdade artística do que antes. Em suas resenhas, alguns críticos de música consideraram-o um retorno ao synth-pop inspirado nos anos 1980 que artista explorou anteriormente em 1989 (2014), enquanto também notou-se a sua incursão pelo pop-rock da década supracitada, de uma forma "elegantemente atualizada". Por incorporar elementos de funk e rock and roll em suas batidas e produções, Lover fora comparado a obras de Prince — especialmente os álbuns 1999 (1982) e Sign "O" the Times (1987) — e Bruce Springsteen. Faixas como "Lover", "Paper Rings" e "Soon You'll Get Better" provocam o retorno de Swift às suas raízes country. Sua instrumentação também o difere-se de Reputation, por retomar o uso de instrumentos acústicos nas produções da cantora.
Lover inicia-se com "I Forgot That You Existed", canção musicalmente derivada do pop rap e tropical house, onde Swift declara sua indiferença a seus detratores e se despede dos eventos que inspiraram Reputation, além de referenciar o rapper Drake e a sua canção "In My Feelings" (2018). Sua produção é definida com um arranjo minimalista e sincopado de piano e estalos de dedos. "Cruel Summer", segunda faixa do disco, é uma canção pop industrial e synth-pop, sobre os sentimentos tumultuosos resultantes de um romance de verão. Sua melodia é acompanhada por sintetizadores pulsantes e vocais robóticos e distorcidos. A música-título do álbum apresenta uma fusão de country e uma melodia de valsa. Possui vocais reverberados e instrumentais vintage, bem como letras românticas que fazem referência a votos de casamento tradicionais. Em "The Man", Swift imagina o tratamento que receberia da mídia se caso ela fosse um homem, em uma produção com harmonias chamativas, sintetizadores obscuros e batidas retumbantes. Liricamente discute o patriarcado e os padrões duplos sexistas que as mulheres experimentam, citando como exemplo o ator Leonardo DiCaprio, cantando; "E eles brindariam a mim, oh, deixem os jogadores jogar / Eu seria como Leo em Saint Tropez". "The Archer" é uma balada influenciada pelo synth-pop dos anos 1980, que incorpora dream pop e alternativo sob um groove lento. Com uma produção construída por batidas de bumbo, que atingem seu clímax à medida em que progride, apresenta Swift canalizando suas inseguranças, ansiedade e crise existencial. "I Think He Knows" é uma faixa esparsa influenciada por funk com elementos de post-punk e uma atmosfera que lembra os musicais da Broadway. Nele, Swift examina o florescimento de um relacionamento, especulando o quanto o sujeito pode supor seus sentimentos por ele, além de mencionar o bairro Music Row. O tom bem-humorado da música começa com os vocais da artista acompanhados por estalos de dedos despojados e um baixo proeminente, construindo um refrão dramático cantado em falsete, pontilhado por suspiros e batidas fortes.
A sombria sétima faixa, "Miss Americana & the Heartbreak Prince", é uma canção synth-pop melodramática que conta a história de uma parábola do ensino médio. Marcada por cânticos animados de líderes de torcida, Swift expressa sua desilusão com o estado da política dos EUA, usando a música como uma crítica metafórica. A animada "Paper Rings" incorpora elementos de pop rock, punk rock, new wave e surf pop dos anos 1980 com um arranjo power pop e ritmo rockabilly. Apresenta a intérprete se comprometendo com um relacionamento, declarando que se casaria com seu amado até com anéis feitos de papel. Segue-se "Cornelia Street", uma balada de andamento moderado, cuja instrumentação principal provém de um sintetizador exuberante e gaguejante e uma linha de teclado que emite sons semelhantes a uma flauta. Com o mesmo nome de uma rua em Greenwich Village, Nova Iorque, onde Swift alugou uma casa, a obra expressa o medo que ela tem de que seu relacionamento incipiente não sobreviva. A décima faixa, "Death by a Thousand Cuts", possuí um ritmo acelerado apoiado por uma guitarra ornamentada, uma seção de piano tilintante e sintetizadores trêmulos. Uma lembrança de um romance findado, a faixa foi inspirada no filme Someone Great (2019), escrito e dirigido por Jennifer Kaytin Robinson, que por sua vez se inspirou na faixa "Clean" do álbum 1989 para compor o enredo principal do filme. "London Boy" incorpora melodias estilísticas de rock and roll com batidas dub. O tema apresenta uma introdução falada pelo ator britânico Idris Elba, de quando ele apareceu no The Late Late Show with James Corden em 2017, e menciona a estilista britânica Stella McCartney, com quem Swift lançou uma linha de moda inspirada em Lover. Tornando a sua apreciação por Londres, Reino Unido o assunto abordado, em suas letras, menções a vários locais da cidade são feitos: Camden Market, Soho, Highgate, Brixton, Shoreditch, West End, Hackney, Bond Street, e Hampstead Heath. O próximo número é a balada country "Soon You'll Get Better", que apresenta slide guitars e a participação da banda feminina de country The Chicks contribuindo com banjo, violino e vocais de apoio. Na obra, a artista aborda a batalha de seus pais contra o câncer, especialmente o segundo diagnóstico de sua mãe, em uma produção semelhante a canções de ninar e orações.
A décima terceira faixa, "False God", é uma sensual balada derivada do R&B e quiet storm com elementos de jazz e trip hop sobre batidas de trap. Formado por um único saxofone e samples de vozes soluçantes que se entrelaçam aos vocais sensuais de Swift e letras invocando imagens religiosas como metáforas para um amor tumultuado. A música a vê discutindo sexo redentor, as "provações e tribulações de um amor" que vale a pena. "You Need to Calm Down" é um tema eletropop e synth-pop, sustentado por arranjos de sintetizadores, que explodem em um coro de ecos ascendentes em seu refrão. Possuí um lírico em apoio a pessoas da comunidade LGBTQIAP+ que são alvos de trolls, valentões e homofóbicos na Internet. Em seguida, vem "Afterglow", uma balada que mostra Swift se desculpando com um parceiro romântico pelo fracasso iminente de um relacionamento, e sua melodia é concretizada por um instrumental lento e pesado de um baixo. "Me!" é uma mescla de bubblegum pop e synth-pop, acompanhados por acordes agitados de banda marcial. Interpretada em um dueto com Brendon Urie, a obra contém linhas que discutem a auto-afirmação e o individualismo. A seguinte é "It's Nice to Have a Friend"; indie pop que retrata Swift pintando a progressão de um romance desde a infância até a idade adulta. Sua produção é constituída por tambor de aço, harpas, sinos tubulares e pontuada por um solo de trompete e sinos de igreja próximos ao meio. Também possui amostras da faixa "Summer in the South", do álbum Parkscapes, da Regent Park School of Music, com sede em Toronto. "Daylight", canção final, é uma balada introspectiva que documenta o passado da artista e para onde ela se dirige no futuro. Avançando de uma construção lenta para uma melodia pop suave, a música faz referência à "Red", contido originalmente em seu álbum de mesmo nome (2012), que mostra o seu crescimento em perspectivas. Lover encerra com um monólogo de palavras faladas por Swift: "Eu quero ser definida pelas coisas que eu amo. Não as coisas que eu odeio, não as coisas que eu tenho medo, as coisas que me assombram no meio da noite. Eu acho que você é o que você ama".

## Arte e lançamento
As especulações do sétimo álbum de estúdio de Swift começaram em 24 de fevereiro de 2019, quando ela postou uma foto de sete palmeiras com um fundo azul pastel e estrelas sobrepostas em sua conta do Instagram, que mais tarde confirmou ser o dia em que o álbum foi concluído. A postagem gerou expectativa generalizada e teorias online sobre o projeto. Swift comentou mais tarde: "Não esperava que [meus fãs] soubessem disso. Imaginei que eles descobririam mais tarde, mas muitas de suas teorias estavam corretas. Aqueles easter eggs estavam apenas tentando estabelecer esse tom, que eu prenunciei tempos atrás em um vídeo vertical do Spotify para "Delicate", pintando minhas unhas com essas cores [pastel]". Em 13 de abril, ela lançou uma contagem regressiva em seu site, que duraria até meia-noite de 26 do mesmo mês. No dia 25, a mídia informou que um mural rosa com desenhos de asas de borboleta multicolorida, em Nashville, Tennessee, pintado pela artista de rua Kelsey Montague, teria ligação com o próximo lançamento de Swift. Com isso, uma multidão de fãs se reuniram em torno do local, enquanto Montague, ao ser questionada, disse que este havia sido feito a pedido da ABC e ESPN para promover o Draft da NFL. Mais tarde, a cantora apareceu no mural e revelou que era, de fato, parte de sua contagem regressiva e que ela seria entrevistada por Robin Roberts durante a transmissão do NFL Draft. À meia-noite, ela lançou o primeiro single de TS7, "Me!", junto com o videoclipe correspondente.

Swift posando em frente ao mural com asas de borboleta estampados, em Nashville, Tennessee, em 25 de abril de 2019, onde revelou que sua contagem regressiva de treze dias culminaria no lançamento de novas músicas. O mural incluía o título do primeiro single de Lover, "Me!", que foi lançado à meia-noite.

Swift revelou que o disco foi inicialmente cogitado a se chamar Daylight; no entanto, após escrever a música "Lover", ela considerou este o título mais adequado para nomear o álbum também. Nos memorandos de voz encontrados nas edições deluxe em CD, a artista explicou ainda que a alteração se deu por considerar que Lover "retrataria melhor o tom do disco, e tem sido um verdadeiro catalisador para o que ele se tornou". Sua arte de capa foi fotografada e editada pela fotógrafa colombiana Valheria Rocha; ela, junto com Swift, cuidou da direção de arte das fotografias usadas para a campanha do projeto. Murais pintados por Montague também foram usados para divulga-lo. A imagem de capa apresenta a musicista, em seus lábios vermelhos, com um arranjo de glitter rosa em forma de coração ao redor de seu olho direito, diante de um céu nublado dominado por tons de rosa e azul, além de um vazamento de luz amarela. O título do álbum está gravado acima da cabeça de Swift, em uma fonte rosa claro, em formato cursivo e inclinado. A Picsart, em colaboração com a equipe da cantora, disponibilizou um recurso especial; "Taylor Swift Replay", no qual os usuários poderiam editar imagens de si mesmos na arte da capa. A estética da era Lover tem sido descrita como diurna, verão, e primavera, incorporando desenhos de borboletas, corações, floras e kitschs, e consistindo fortemente em cores pasteis. Sua estética também foi empregada em várias aparições públicas e performances ao vivo ao longo de toda a promoção do álbum. Swift também provocou a estética em seu Instagram antes do álbum ser anunciado, partindo do esquema de cores preto e branco, gótico e serpentino de seu antecessor, Reputation.
O projeto foi finalmente lançado em 23 de agosto de 2019, pela Republic Records; Tornou-se o primeiro álbum de Swift a ser lançado sob o selo desde sua saída da Big Machine Records em novembro de 2018, e o primeiro em que ela lançou possuindo os direitos de suas gravações master. Algumas horas antes de seu lançamento oficial, Lover vazou na internet. Sua edição padrão foi lançada fisicamente em CD, fita cassete, e vinil, bem como para download digital e streaming. É a primeira vez que Swift disponibiliza um álbum para streaming no dia do lançamento, e a primeira vez que ela disponibiliza um disco seu para compra digital diretamente em seu site. A edição deluxe vem em quatro versões, cada uma contendo um CD, fotos e um pôster, dois memorandos de áudio bônus e um diário em branco, com diferentes conteúdos das antigas anotações do diário oficial da artista. Esta última edição foi distribuída nos Estados Unidos exclusivamente pela Target, e globalmente através do site de Swift.

## Repercussão

### Crítica profissional
| Críticas profissionais | Críticas profissionais |
| Pontuações agregadas   | Pontuações agregadas   |
| Fonte                  | Avaliação              |
| ---------------------- | ---------------------- |
| Metacritic             | 79/100                 |
| Avaliações da crítica  |                        |
| Fonte                  | Avaliação              |
| AllMusic               | [ 105 ]                |
| The A.V. Club          | A−                     |
| The Daily Telegraph    | [ 23 ]                 |
| Entertainment Weekly   | B+                     |
| The Guardian           | [ 54 ]                 |
| The Independent        | [ 46 ]                 |
| NME                    | [ 38 ]                 |
| Pitchfork              | 7.1/10                 |
| Rolling Stone          | [ 24 ]                 |
| The Times              | [ 106 ]                |

Lover obteve análises positivas de críticos musicais, que elogiaram as composições de Swift por transmitirem maturidade emocional e evolução artística; no entanto, alguns resenhadores negativaram sua duração, avaliando que continha um número "inconsistente" de música. No agregador Metacritic, que estabelece uma média de até cem pontos com base nas avaliações críticas, o álbum obteve 74 pontos de aprovação, que foram baseadas em 26 resenhas recolhidas, o que indica "análises geralmente positivas".
Stephen Thomas Erlewine, do banco de dados AllMusic, avaliou Lover positivamente, dando-lhe quatro de cinco estrelas permitidas e adjetivando seu conteúdo de "brilhante, animado e de coração aberto". Analisando as diferenças entre este e Reputation, o profissional escreveu que, enquanto o último "anunciou a chegada de uma Taylor adulta", o primeiro "é um pouco mais desajeitado, quase desafiador". Contundo, prezou-o por soar mais "realizado e maduro" que 1989 ou Reputation, notando que aqui "Swift está abraçando todos os aspectos de sua personalidade, desde a sonhadora esperançosa até a artista friamente controlada, resultando em um disco que é ao mesmo tempo familiar e surpreendente". Annie Zaleski, do The A.V. Club, deu uma nota A− para Lover, descrito por ele como "mais focado" que seu antecessor e "um dos álbuns mais fortes e relacionáveis de [Swift] até o momento [...] livre de expectativas externas e de seu próprio passado". Jon Caramanica, do jornal The New York Times, elogiou-lhe por imprimir uma atmosfera "tranquilizadoramente forte", acrescentado que ele foi "projetado para fechar um capítulo particularmente doloroso e sugerir maneiras de seguir em frente — ou em última hipótese —, de retornar a como as coisas eram antes". Jason Lipshutz, da Billboard, adjetivou o conteúdo da obra como "extravagante, comovente, imperfeito, emocionante", sentindo que é válido tanto para ser apreciado "detalhadamente em fones de ouvido quanto em alto-falantes de estádios". Dana Schwartz, da revista Time, opinou que Lover é um "fruto do amor entre Speak Now e 1989, levantando o lirismo pessoal do primeiro e a produção de synth-pop do último".

"De fato, talvez a maior lição de Lover seja que Swift atingiu um ponto de contentamento na autopercepção artística e pessoal – uma confiança que vem com uma ascensão constante de quase uma década e meia ao topo do segmento pop [...] ela claramente continuará seguindo sua flecha musical, não importa o que alguém tenha a dizer, e Lover é a prova mais recente de que manter o controle em sua jornada ainda rende para si recompensas fascinantes"

—Trecho da análise de Larry Fitzmaurice, da Entertainment Weekly.
Rob Sheffield, da Rolling Stone, nomeou Lover como o "melhor álbum" da artista, argumentando que ele reúne tudo aquilo que ela sempre quis mostrar em cada um de seus projetos anteriores, escrevendo: "Ela toca em todos os lugares que já visitou ao longo de sua jornada musical e faz com que todos pareçam novos. [...] É a primeira vez desde Red que ela tenta reunir todas as 'Taylors' e as fazem sentarem para uma reunião". Noutra análise para a Rolling Stone, o editor Nick Catucci concedeu quatro de cinco estrelas ao disco, exclamou que transparece "mais evolucionário do que revolucionário", bem como "o mais épico" da artista até a data. O profissional acrescentou que Lover é "como uma epifania: livre e sem receio, guiado por nenhum conceito ou perspectiva, representa Swift em sua forma mais liberada, desfrutando um pouco da liberdade que ela conquistou". Mikael Wood, periodista do Los Angeles Times, prezou a maturidade e a sabedoria emocional expressos no trabalho, chamando-o de "muito impressionante". Ele ainda descreveu o álbum como "pop adulto e complexo" e observou que Swift não desperdiça nenhuma oportunidade para "demonstrar que, aos 29 anos, ela é, você sabe, uma adulta". Resenhando para a revista Vulture, Craig Jenkins afirmou que "a antiga Taylor está de volta em Lover e a melhor que ela tem sido em anos" e acrescentou que o álbum é "o mais completo que ela já lançou nos último tempos". Ele elogiou os temas que retomam sua incursão pelo country e a produção diversa do disco, bem como a sua recém disposição em abordar questões de cunho político, concluindo que tudo isso faz de "Lover a produção mais completa que ela já fez em anos. Ela está fora da defensiva, finalmente, e volta a quebrar corações friamente.
Nora Princiotti, do The Boston Globe, rotulou Lover como um "pop satisfatório" que mergulha de volta em muitos dos "poços criativos" de Swift, com músicas que "arrebatam elementos de todo o seu passado", em vez de "ir para um som novo como ela fez em seus dois álbuns anteriores"; O profissional acrescentou que o resultado é um "disco dos sonhos que faz bom uso de sua liberdade estilística". Em sua coluna, o crítico musical Robert Christgau deu uma nota A- para Lover, exaltando seu conceito em detrimento ao de fama apresentado em Reputation e admirou a artista por focar seus talentos em músicas sobre amor, que ele disse ser um tema mais relacionável para seus fãs "com suas vidas comuns, não apenas frustrados cercados pelos caprichos vicários da cultura de celebridades". Para Neil McCormick, jornalista do The Daily Telegraph, Lover é "um álbum bem abastecido com músicas brilhantes, leves e rápidas". Ele enalteceu o lírico da obra, bem como a progressão sonora e os vocais de sua intérprete, escrevendo que eles "nunca soaram melhor". McCormick encerrou sua crítica entregando-lhe quatro de cinco estrelas e avaliando: "Em vez de tentar ser tudo para todos os públicos, ela joga com os pontos fortes de uma compositora espirituosa apaixonada, ansiosa para dizer a qualquer um que ouça exatamente como ela se sente". Com a mesma atribuição, o The Times destacou a maturidade artística de Swift e suas habilidades de composição, exaltando o fato dela "ao invés de lutar contra si mesma e tentar ser totalmente pós-moderna e legal, como fez em Reputation, aqui ela abraçou seu eu interior". Citando-o como um retorno da artista a sua "genuidade", Julia Sabbaga, da página brasileira Omelete, viu sua abordagem por temas políticos como um sinal de maturidade, e que "os tempos sombrios fizeram com que Taylor entendesse seus talentos de forma mais adulta, e retornasse independente e genuína novamente, entregando o que sempre soube fazer, pop de qualidade, mas dessa vez com muito mais significado e energia". O resenhista Erin Vanderhoof, do Vanity Fair, notou a ausência da produção de Max Martin no trabalho, comentando que isso "empurra [Swift] para fora de sua zona de conforto", avaliando também que a artista "une muitos dos melhores elementos do pop recente, de uma forma que parece um roteiro para a sobrevivência do gênero". Spencer Kornhaber, escrevendo para o The Atlantic, avaliou que em Lover a musicista consegue transparecer melhor "aceitação aos [seus] dramas" que em Reputation, no entanto, ele apontou as produções realizadas e seus refrões como inferiores aos de seu antecessor".
Atribuindo uma nota 7,5 de 10, Jillian Mapes, do portal Pitchfork, publicou uma avaliação mista. Ao notar que "o álbum em nenhum momento cava qualquer novo terreno", ele compara Swift à Rihanna, afirmando que, enquanto a barbadiana quer que qualquer "música inédita sua soe totalmente nova", Swift "se baseia no que já funcionou". Ao passo em que elogiou algumas faixas como "Cornelia Street", negativou outras como "Me!" achando-a "fora de contexto". Ele encerra concluindo que "Lover é um extenso álbum de recortes de marcadores pessoais invisíveis, uma fantasia escapista sobre um namorado anônimo de uma celebridade, uma auto-mitologia astuta disfarçada de oferta benevolente. É provavelmente cinco músicas ruins longe de ser melhor do que 1989". Alexandra Pollard, do periódico britânico The Independent, deu quatro estrelas de cinco ao trabalho, observando que suas letras lhe "parece uma ressurreição parcial da Swift de antigamente: romance lunar e abundantes lamúrias". Ele expressou desapontamento em relação à duração do álbum, mas concluiu que "Swift nunca foi de se conter, e é difícil ficar ressentido com ela por isso". Com a mesma atribuição, Nick Levine, do NME, considerou-lhe o "mais extenso e mais distante de ser impecável" do que 1989, mas é bem-sucedido devido às melodias "frequentemente deslumbrantes" da musicista, e um lírico que, em última análise, é "bastante tocante". O editor concluiu que, "apesar de seus momentos mais desajeitados", o álbum é um "lembrete bem-vindo de suas habilidades de composição e capacidade de criar música pop sonoramente convidativa". Alexis Petridis, do The Guardian, premiou Lover com quatro estrelas de cinco, classificando sua duração como "muito longa", e o percebendo como uma tentativa de Swift em "reafirmar seu domínio comercial". No entanto, ele observou que suas letras eram melhores "do que qualquer um de seus concorrentes" e elogiou "False God" e "It's Nice to Have a Friend" por serem "mais satisfatórias". Em uma análise negativa, Sal Cinquemani, da revista Slant, também entregou quatro estrelas e meia de cinco possíveis, escrevendo que o álbum "tenta ser algo para todos [os públicos]", o que resulta na "ausência de uma estética sonora unificada".

### Reconhecimento
Lover entrou em diversas listas compilando os melhores álbuns de 2019 realizadas por diferentes publicações. Chris Willman, da Variety, elegeu-o o melhor do ano numa coletânea com dez projetos, destacando que após o período sombrio que antecedeu Reputation, Swift retornou mais forte, ampliando a temática de suas composições, que agora exploram além de uma visão mais amadurecida do amor, mas também "assuntos externos como feminismo, orgulho gay, luto e até distopia americana". O jornalista Rob Sheffield, em sua lista publicada pela Rolling Stone, o raqueou na mesma colocação, enaltecendo o retorno da artista a pontes melodramáticas em suas canções, considerando que isso torna Lover o seu  "mais intenso trabalho desde Speak Now". Em outro catálogo semelhante elaborado na mesma revista, Lover foi citado como o 4.º melhor do período, com editores observando que ele resume todos os destaques dos primeiros 30 anos de Swift — mas também apontava para a direção que ela queria seguir. Numa matéria publicada pela MTV, onde foi citado como uns dos álbuns mais notórios do ano, Terron Moore declarou: "Lover é um lembrete inegável de que, apesar de um ciclo aparentemente interminável de drama expostos, estamos assistindo a um dos maiores talentos do nosso tempo eclipsar sua própria grandeza". A Billboard posicionou-o em terceiro lugar entre os cinquenta melhores, avaliando que "Lover é o projeto mais sociopolítico de Swift até o momento — mas também é um retorno bem-vindo ao seu lado mais bobo que tem estado em grande parte ausente de seus trabalhos recentes". O programa Good Morning America selecionou-o como o quinto melhor disco, em uma lista com 50, com o colunista Allan Raible adejetivando-o como um "pop inteligente e cuidadosamente elaborado", considerando também a faixa-título a melhor composição de Swift até então.

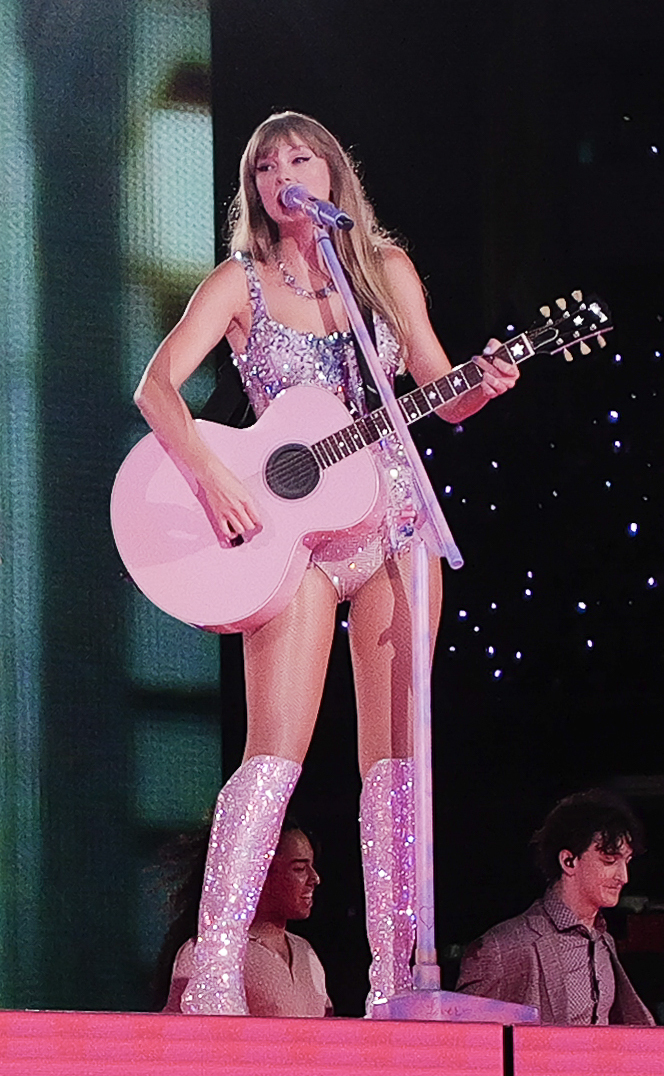
Swift realizando o ato Lover na turnê Eras Tour (2023) em Inglewood, Califórnia.

Na listagem publicada por Craig Manning, no portal Chorus.fm, onde foi eleito o sétimo melhor disco de 2019, Lover foi elogiado por sua instrumentação mais variada em detrimento do sintetizadores que dominaram os dois últimos trabalhos da artista. Manning completou:" O resultado final é uma coleção não tão coesa — ou tão grande — quanto Red, mas que ainda funciona como um sucessor espiritual bem-vindo do maior álbum que Taylor Swift já fez". O periódico Us Weekly colocou o produto na mesma posição, com o editor Kemi Alemoru resumindo seu conteúdo como "repleto de letras quentes e deslumbrantemente caprichosas". Posicionando-o no 8.º posto da sua compilação, Spencer Patterson, da Las Vegas Weekly, justificou: "Odeie-a o quanto quiser, mas Swift consistentemente produz sucessos pop brilhantes e faixas que desafiam a sociedade como 'The Man'". O Los Angeles Times encerrou sua lista dos dez melhores com o projeto; a editora Lauren O'Neil enalteceu a capacidade da artista de criar canções de qualidade enquanto tenta recuperar os direitos de suas masters e adaptar-se a era do streaming. Também compilando os dez discos de maior qualidade do período, para o The Harvard Crimson, Iris M. Lewis colocou-o na última posição; ela notou que ele representa "um retorno imponente" da intérprete e um contraste de seu antecessor por seu aspecto "doce e — tranquilizador — pensativo". Para a revista Paste, que reuniu os 15 melhores projetos pop de 2019, Lover foi o 12.°, sendo citado pelo pelo jornalista Paul Schrodt como um "deleite absoluto em comparação com Reputation, mostrando-nos o real alcance de Taylor Swift". Na listagem publicada por Jon Caramanica, do The New York Times, foi eleito o 14.º melhor álbum e "um retorno bem-vindo à intimidade emocional após a armadura de Reputation".
Alexandra Pollard, do The Independent, também o destacou como um retorno a antiga forma da artista e o elegeu o 19.º melhor disco do ano dentre 50. A Paper o nomeou um dos 20 melhores projetos de 2019, avaliando que enquanto seu antecessor era voltado aos detratores da artista, este é focado em quem a ama. Editores do site estadunidense Uproxx posicionaram Lover no número vinte e cinco em seu catálogo; dando ênfase a faixas como "The Archer" e "I Think He Knows", eles afirmaram que o disco relembra os primeiros dias de Taylor como uma musicista com sutil sotaque caipira, enquanto adiciona uma mudança estilística graças a produção de Antonoff. O The Guardian enumerou-o na 27.º colocação dos 50 melhores, com a equipe destacando que Lover é marcado pelas experimentações de Swift por novas parceiras e "devaneios ao estilo Mazzy Star na faixa-título". Eliza Thompson, da NME, posicionou-o no número 41, resumindo-o como "uma linda coleção de músicas pop cintilantes". Além dessas, o disco também foi listado nos catálogos de vários outros veículos, como as revistas  Q, na 35.ª colocação, musicOMH, na 22.ª posto, e People, onde ficou na 3ª posição.

### Prêmios e indicações
Lover e seus singles receberam três indicações a 62ª edição dos Grammy Awards; O disco concorreu a Melhor Álbum Vocal Pop, sendo a terceira indicação consecutiva de Swift na categoria, seguindo 1989 (2014) e Reputation (2017). "You Need to Calm Down" foi nomeado a Melhor Performance Pop Solo, enquanto "Lover" foi indicado para Canção do Ano. A obra foi nomeada para Top Billboard 200 Album nos Billboard Music Awards não conquistando a vitória, porém recebeu a honra de Álbum Pop do Ano nos iHeartRadio Music Awards. Swift ganhou todas as suas cinco nomeações a 47ª edição dos American Music Awards, tornando-se a artista mais premiada da noite e de toda a história do evento, com 29 vitórias no total, estendendo seu recorde nas categorias de Artista do Ano, Cantora de Pop/Rock Favorita e Álbum de Pop/Rock Favorito. Ela também foi coroada Artista da Década de 2010. Nos Japan Gold Disc Awards, o produto foi reconhecido como o Álbum do Ano (Ocidental).
Os vídeos musicais da era Lover conquistaram quatro vitórias na 36.ª edição dos MTV Video Music Awards: Vídeo do Ano e Melhor Vídeo com uma Mensagem Social por "You Need to Calm Down" — tendo vencido anteriormente o primeiro por "Bad Blood" (2015); assim, Swift empatou com Rihanna e Beyoncé como as únicas mulheres a ganhar o prêmio principal duas vezes — e Melhores Efeitos Visuais para "Me!", enquanto na cerimônia seguinte "The Man" foi condecorado a Melhor Direção. Na edição europeia da premiação, a artista recebeu o troféu de Melhor Vídeo por "Me!" e Melhor Artista Americana. A canção supracitada foi ainda indicada a Melhor Vídeo Feminino Internacional nos MTV Video Music Awards Japan, enquanto a intérprete foi nomeada Melhor Artista Internacional e Melhor Artista Solo Mundial nos ARIA Music Awards e NME Awards, respectivamente. O Guinness World Records também reconheceu Lover como o disco mais adquirido em todo o mundo por um artista solo em 2019.

## Promoção
Poucas semanas antes do esperado lançamento de Lover, Swift realizou festas privadas de audição chamadas Secret Sessions, no qual convidou um seleto grupo de fãs para ouvirem o álbum, uma tradição que começou em 1989 em 2014. Essas sessões foram realizadas em Londres, Nashville e Los Angeles, onde ela se encontrou pessoalmente com cada fã e posou para fotos até as 5 da manhã. Esses fãs foram solicitados a manterem as informações sobre o disco confidenciais até seu lançamento. Os áudios das sessões foram transmitidos simultaneamente no iHeartRadio. Swift firmou uma parceria com a Amazon antes do lançamento, o que resultou na empresa desenvolvendo designs com temáticas de Lover em algumas de suas caixas de papelão para entrega. Em 20 de agosto, a equipe da artista publicou uma playlist exclusiva no Spotify, que revelava gradualmente as letras do álbum. No dia seguinte, foi divulgado uma linha de roupas e acessórios desenhados pela cantora em colaboração com a estilista britânica Stella McCartney. Além disso, ela concedeu entrevistas aos programas The Tonight Show Starring Jimmy Fallon e The Ellen DeGeneres Show para tratar do projeto.

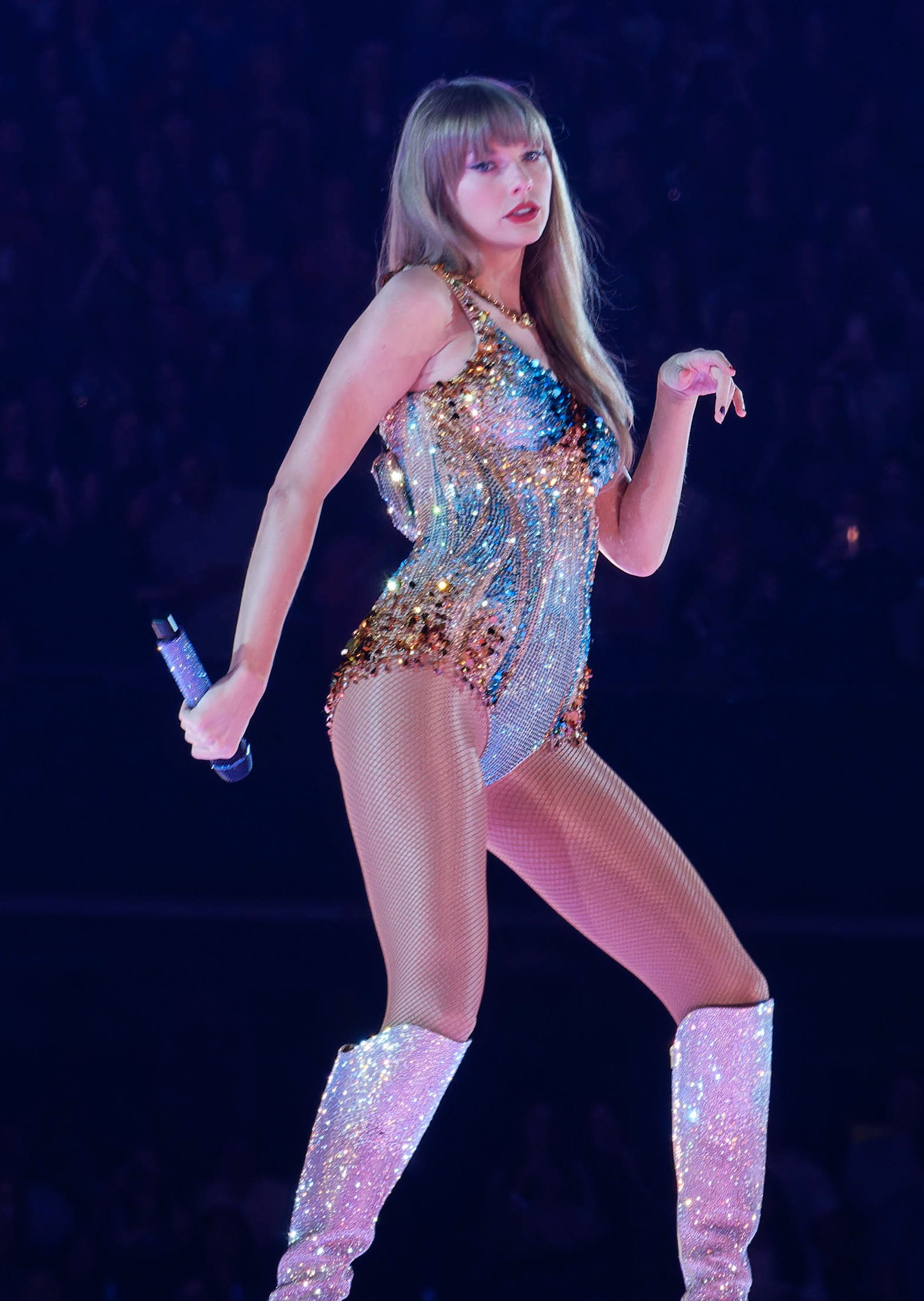
Swift apresentando "Cruel Summer" na The Eras Tour

Swift cantou músicas de Lover em vários eventos televisionados. Em 1º de maio de 2019, durante os Billboard Music Awards, realizado no MGM Grand Garden Arena em Las Vegas, Nevada, ela e Urie realizaram a primeira apresentação ao vivo de "Me!". A dupla cantou a música novamente na final da décima sexta temporada do The Voice, em 21 do mesmo mês. No dia seguinte, ela veio a cantá-lo, dessa vez sozinha, durante a final da décima quarta edição da versão alemã do Next Top Model. Dois dias depois, apareceu no The Graham Norton Show como convidada musical, interpretando "Me!". Em 25 de maio, Swift cantou a canção nas quartas de final da 8ª temporada do The Voice: la plus belle voix, a edição francesa do The Voice.. Ela encabeçou o Amazon Prime Day Concert realizado em 10 de julho; na oportunidade, apresentou "Me!" e pela primeira vez "You Need to Calm Down", além de uma série de canções de seus catálogos anteriores. Um dia antes do lançamento de Lover, a artista realizou um concerto gratuito no Central Park em Nova Iorque. Ela então apresentou "The Archer" em uma transmissão ao vivo no YouTube mais tarde naquela data. Com um medley de "You Need to Calm Down" e "Lover", Swift abriu a 36ª edição dos MTV Video Music Awards. Em setembro, deu voz a diversas obras do álbum no Live Lounge da BBC Radio 1.
No Saturday Night Live transmitido em 5 de outubro, Swift deu uma entrevista à atriz Phoebe Waller-Bridge e apresentou-se com "Lover" e "False God". Já no dia 11, esteve presente no Tiny Desk Concert da NPR em Washington, DC; na ocasião, interpretou as canções "Lover", "The Man", "Death by a Thousand Cuts", além de "All Too Well", de Red (2012). Mais tarde, ela cantou "Me!", "Lover" e "You Need to Calm Down" no concerto beneficente We Can Survive em Los Angeles. Em novembro, viajou a Ásia para promover o álbum por lá, executando "Me!" no programa japonês Sukkiri Morning Show, bem como a citada, "Lover" e "You Need to Calm Down" no Alibaba Singles' Day Countdown Gala em Xangai, China, onde foi a atração principal do festival. Swift realizou um medley de seus maiores sucessos, incluindo "The Man" e "Lover", na 47ª edição dos American Music Awards, feito no dia 24, em Los Angeles, onde recebeu o troféu Artista da Década. "Me!", "London Boy", "Lover" e "You Need to Calm Down" foram executadas por ela no Jingle Bell Ball da Capital FM em Londres. Em 13 de dezembro, tocou as composições do disco no Jingle Ball da iHeartRadio em Nova Iorque. "Lover" voltou a ser apresentado por ela, dessa vez na final da 17ª temporada do Strictly Come Dancing, em 14 seguinte. À parte disso, Swift planejou embarcar em uma turnê mundial intitulada Lover Fest, programada para começar no verão de 2020 e abranger quatro shows nos Estados Unidos, dez na Europa e dois no Brasil; contudo, devido à pandemia global de COVID-19, acabou sendo oficialmente cancelada.
Em 17 de março de 2023, em comemoração ao início da The Eras Tour, Swift lançou "All of the Girls You Loved Before" através das plataformas de streaming e download digital, acompanhada da arte de capa de Lover. A canção, vazada em fevereiro de 2023, havia recebido atenção nas redes sociais por tratar-se de um descarte do álbum. Na mesma data, o EP The More Lover Chapter foi lançado nas plataformas de streaming, sendo constituído por "All of the Girls You Loved Before" e outras quatro faixas de Lover.

## Singles

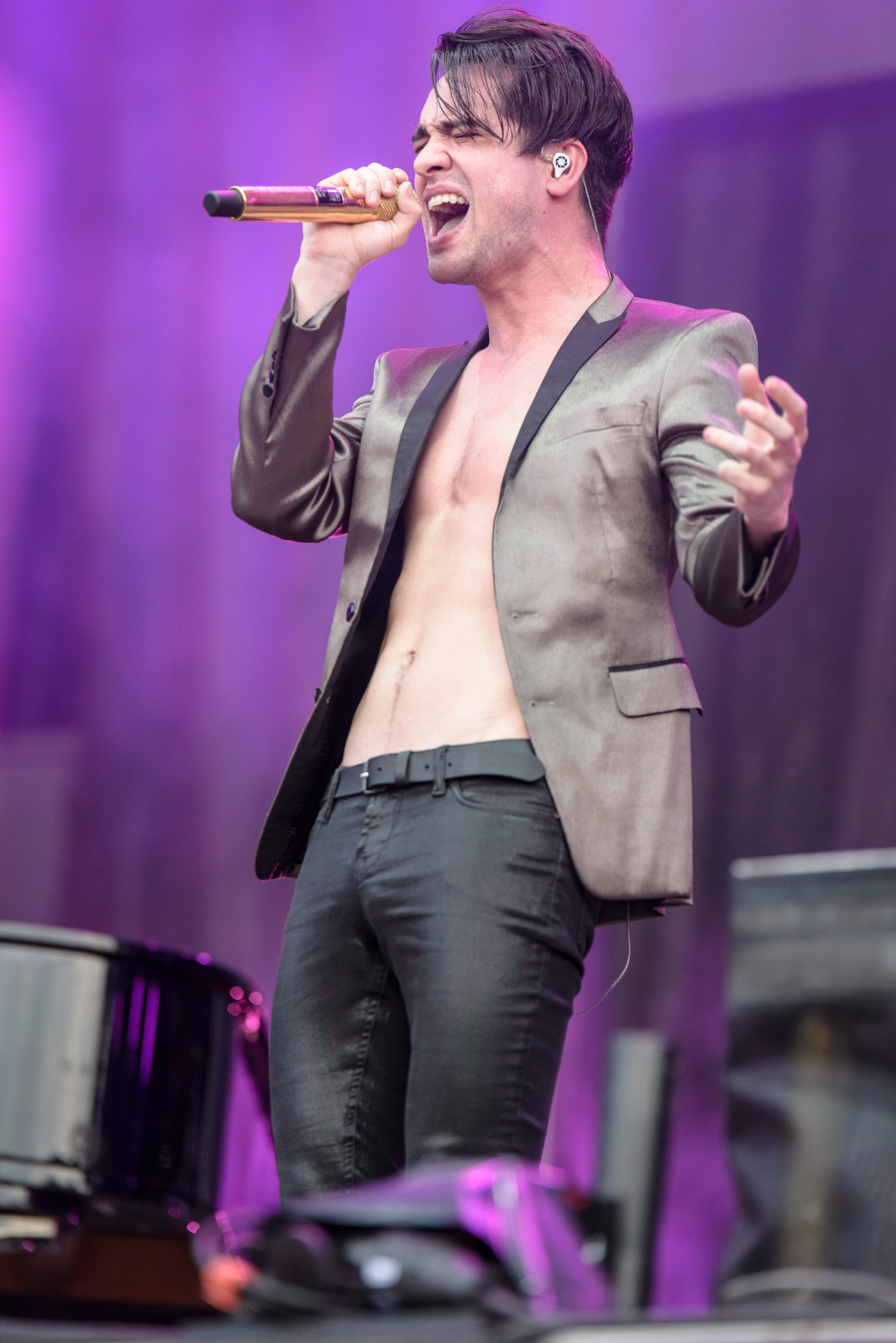
Brendon Urie, vocalista da banda Panic! at the Disco, é destaque em "Me!"; este é o primeiro single de Swift a ter um artista em destaque.

"Me!", com participação de Brendon Urie, foi distribuído como o primeiro single de Lover em 26 de abril de 2019. Uma semana mais tarde, foi adicionada as estações de rádios mainstream e adult contemporary estadunidenses. Em seguida, foi comercializado em CD single e vinil. Críticos reagiram de forma mista à obra. Alguns elogiaram à produção borbulhante e à química vocal da dupla, enquanto outros viram de forma negativa parte do conteúdo lírico e sentiram que elas não eram uma representação fiel do som do disco. Seu vídeo musical correspondente, dirigido pelos intérpretes e Dave Meyers, foi liberado no mesmo dia do lançamento da música. A produção enigmática, retrata os dois artistas interagindo em meio a uma cidade em tons pastéis, enquanto referenciam elementos da cultura pop em diversas cenas. Ao acumular 65 milhões visitas em seu primeiro dia de disponibilidade, quebrou o recorde anteriormente detido por "Thank U, Next", de Ariana Grande, para o maior número de visitas em menor tempo da plataforma Vevo, também superando o recorde pessoal de Swift estabelecido com "Look What You Made Me Do" (2017). Comercialmente, a faixa entrou nas dez melhores posições de vários países, como Austrália, Canadá, Japão, Nova Zelândia e Reino Unido, bem como nos Estados Unidos, onde estreou no número 100 da Billboard Hot 100, antes de subir para o número dois na semana seguinte — quebrando o recorde de maior salto em uma semana na história do gráfico — e liderou a Digital Songs.
"You Need to Calm Down" foi anunciado como o segundo single em 13 de junho de 2019. Mais tarde, foi enviada para rádios mainstream estadunidenses, sendo posteriormente comercializado em formato digital. A obra recebeu avaliações mistas da mídia especializada, a qual prezou sua mensagem pró-LGBT, enquanto outros sentiram sua temática como confusa e cínica. O single obteve êxito comercial, listando-se entre os dez primeiros na Austrália, Bélgica, Canadá, Irlanda, Nova Zelândia e Reino Unido e de muitos outros países. Nos Estados Unidos, atingiu a segunda posição como melhor na Billboard Hot 100. O vídeo que o acompanha, dirigido por Swift e Drew Kirsch e lançado quatro dias depois, retrata a cantora e outros elementos, que parecem morar em um colorido estacionamento de trailers, se divertindo apesar de um grupo de manifestantes aparecerem com cartazes homofóbicos. Na sequência, é realizado um concurso onde as concorrentes se vestem alternadamente como diferentes cantoras, que aparecem, da esquerda para a direita, Ariana Grande, Lady Gaga, Adele, Cardi B, Swift, Beyoncé, Katy Perry e Nicki Minaj, com RuPaul presenteando o vencedor com uma coroa. A obra ainda conta com as participações de várias celebridades, como a própria Perry, Ellen DeGeneres, Laverne Cox e vários outros.
Escolhida para dar continuidade a divulgação do disco, "Lover", a faixa-título, foi comercializada em formato digital em 16 de agosto, seguido de um envio às rádios do circuito mainstream e adult contemporary em 14 do mês seguinte. Foi aclamada por críticos musicais, que elogiaram suas letras e produção chamando-as de "cativantes". Posicionou-se entre os dez primeiros nas tabelas de vários países, como Austrália, Canadá e Nova Zelândia. Nos Estados Unidos, atingiu o 10º lugar na Billboard Hot 100, empatando Swift empatar com Madonna como a artista feminina com o maior número de canções entre as vinte melhores colocações no país. Dirigido pela intérprete e Drew Kirsch, seu vídeo retrata um casal, vivido por ela e seu o dançarino Christian Owens, que vivem dentro de uma casa de bonecas, onde enfrentam em determinado momento uma série de dificuldades que abala a relação – mas conseguem, no fim das contas, superá-las uma a uma.
"The Man", foi escolhida como o quarto foco de promoção do álbum; a composição foi liberada às rádios americanas em 27 de janeiro de 2020, além de ter sido comercializada em formato digital. Os analistas musicais saudaram seu conteúdo lírico por focar em temáticas feministas. Comercialmente, no entanto, obteve um desempenho moderado, listando-se nas dez primeiras colocações de pouco países e conseguindo atingir apenas a 23ª posição como melhor na Billboard Hot 100. O vídeo musical correspondente foi dirigido por Chris Applebaum e estreou em 17 de fevereiro de 2020. As cenas mostram Swift em seu alter-ego masculino teórico chamado "Tyler Swift", dublado por Dwayne Johnson, apresentando vários exemplos prevalentes de padrões duplos sexistas na sociedade.
Após quatro anos do lançamento de Lover, a Republic Records enviou "Cruel Summer" para as rádios de sucessos contemporâneos em 20 de junho de 2023 como quinto single do álbum. A decisão de promover a música foi tomada após a mesma tornar-se viral nas redes sociais devido a sua inclusão na The Eras Tour. Nos Estados Unidos, reentrou na Billboard Hot 100 na posição 49 em 3 de junho do mesmo ano. Em outubro, tornou-se o décimo tema de Swift a culminar na tabela.

## Alinhamento de faixas
| Lover — Edição padrão |                                                                 |                                          |                             |         |  |
| N.º                   | Título                                                          | Compositor(es)                           | Produtor(es)                | Duração |  |
| 1.                    | "I Forgot That You Existed"                                     | Taylor Swift Louis Bell Adam King Feeney | Swift Bell Frank Dukes      | 2:51    |  |
| 2.                    | "Cruel Summer"                                                  | Swift Jack Antonoff Annie Clark          | Swift Antonoff              | 2:58    |  |
| 3.                    | "Lover"                                                         | Swift                                    | Swift Antonoff              | 3:41    |  |
| 4.                    | "The Man"                                                       | Swift Joel Little                        | Swift Little                | 3:10    |  |
| 5.                    | "The Archer"                                                    | Swift Antonoff                           | Swift Antonoff              | 3:31    |  |
| 6.                    | "I Think He Knows"                                              | Swift Antonoff                           | Swift Antonoff              | 2:53    |  |
| 7.                    | "Miss Americana & the Heartbreak Prince"                        | Swift Little                             | Swift Little                | 3:54    |  |
| 8.                    | "Paper Rings"                                                   | Swift Antonoff                           | Swift Antonoff              | 3:42    |  |
| 9.                    | "Cornelia Street"                                               | Swift                                    | Swift Antonoff              | 4:47    |  |
| 10.                   | "Death by a Thousand Cuts"                                      | Swift Antonoff                           | Swift Antonoff              | 3:19    |  |
| 11.                   | "London Boy"                                                    | Swift Antonoff Cautious Clay Sounwave    | Swift Antonoff Sounwave [a] | 3:10    |  |
| 12.                   | "Soon You'll Get Better" (com participação de The Chicks)       | Swift Antonoff                           | Swift Antonoff              | 3:22    |  |
| 13.                   | "False God"                                                     | Swift Antonoff                           | Swift Antonoff              | 3:20    |  |
| 14.                   | "You Need to Calm Down"                                         | Swift Little                             | Swift Little                | 2:51    |  |
| 15.                   | "Afterglow"                                                     | Swift Bell Feeney                        | Swift Bell Dukes            | 3:43    |  |
| 16.                   | "Me!" (com participação de Brendon Urie do Panic! at the Disco) | Swift Little Urie                        | Swift Little                | 3:13    |  |
| 17.                   | "It's Nice to Have a Friend"                                    | Swift Bell Feeney                        | Swift Bell Dukes            | 2:30    |  |
| 18.                   | "Daylight"                                                      | Swift                                    | Swift Antonoff              | 4:53    |  |
| Duração total:        | Duração total:                                                  | Duração total:                           | Duração total:              | 61:48   |  |

| Lover — Faixas bônus da edição deluxe |                                           |                |         |  |
| N.º                                   | Título                                    | Compositor(es) | Duração |  |
| 19.                                   | "I Forgot That You Existed" (Piano/Vocal) | Swift          | 3:30    |  |
| 20.                                   | "Lover" (Piano/Vocal)                     | Swift          | 5:41    |  |
| Duração total:                        | Duração total:                            | Duração total: | 70:57   |  |

### Compilações
| The More Lover Chapter |                                     |                      |                  |         |  |
| N.º                    | Título                              | Compositor(es)       | Produtor(es)     | Duração |  |
| 1.                     | "Cruel Summer"                      | Swift Antonoff Clark | Swift Antonoff   | 2:58    |  |
| 2.                     | "Lover"                             | Swift                | Swift Antonoff   | 3:41    |  |
| 3.                     | "The Man"                           | Swift Little         | Swift Little     | 3:10    |  |
| 4.                     | "The Archer"                        | Swift Antonoff       | Swift Antonoff   | 3:31    |  |
| 5.                     | "All of the Girls You Loved Before" | Swift Bell Feeney    | Swift Bell Dukes | 3:41    |  |
| Duração total:         | Duração total:                      | Duração total:       | Duração total:   | 17:01   |  |

Notas
- ↑a  denota um co-produtor
- "London Boy" contém um sample de "Cold War" de Cautious Clay.

## Equipe e colaboradores
Todo o processo de elaboração de Lover atribui os seguintes créditos:
- Taylor Swift: vocais principais, composição, produção (todas as faixas); produção executiva; entradas de diário (deluxe); fotografias pessoais (deluxe); direção criativa do encarte; percussão (faixa 8)
- Jack Antonoff: produção, teclados, programação, gravação (faixas: 2, 3, 5, 6, 8–13, 18); composição (faixas: 2, 5, 6, 8, 10–13); piano (faixas: 3, 8, 9, 12, 18); bateria (faixas: 2, 3, 8, 9); violão (faixas: 3, 6, 8, 12); guitarra (faixas: 6, 8, 18); percussão, baixo (faixas: 3, 8, 11); vocoder (faixa 2); sintetizador (faixa 10); guitarra (faixa 10); wurlitzer (faixa 12); vocais de apoio (faixa 8)
- Louis Bell: produção, composição, programação, gravação (faixas: 1, 15, 17); teclados (faixa 1)
- Frank Dukes: produção, composição, guitarra, programação (faixas: 1, 15, 17)
- Joel Little: produção, composição, gravação, teclados, programação de bateria (faixa: 4, 7, 14, 16); sintetizador, guitarra (faixa 16)
- Laura Sisk: gravação (faixas: 2, 3, 5, 6, 8–13, 18); vocais de fundo (faixa 13)
- Annie Clark: composição, guitarra (faixa 2)
- Serban Ghenea: mixagem
- John Hanes: engenharia de som
- Randy Merrill: masterização
- Grant Strumwasser: assistência (faixa 1)
- John Rooney: assistência (faixas: 2–6, 9–13, 18)
- Jon Sher: assistência (faixas: 2, 6, 8, 11)
- Nick Mills: assistência (faixas: 8, 11, 18)
- Joe Harrison: guitarra (faixas: 1, 15, 17)
- Serafin Aguila: trompete (faixa 1)
- David Urquidi: saxafone (faixa 1)
- Steve Hughes: trombone (faixa 1)
- Michael Ridd: bateria (faixas: 2, 13)
- Sounwave: co-produtor, escritor (faixa 11)
- Cautious Clay: escritor (faixa 11)
- Sean Hutchinson: bateria (faixa 11)
- Mikey Freedom Hart: bateria (faixa 11); vocais principais (faixa 13)
- Evan Smith: teclados, saxofones (faixas: 11, 13)
- Emily Strayer: banjo (faixa 12)
- Martie Maguire: violino (faixa 12)
- Dixie Chicks: artista convidado (faixa 12)
- Brandon Bost: vocais de apoio (faixa 13)
- Cassidy Ladden: vocais de apoio (faixa 13)
- Ken Lewis: vocais de apoio (faixa 13)
- Matthew Tavare: guitarra (faixas: 15, 17)
- Brendon Urie: artista em destaque, compositor (faixa 16)
- Valheria Rocha: fotografia
- Andrea Swift: fotografias pessoais (deluxe)
- Scott Swift: fotografias pessoais (deluxe)
- Joseph Cassel: estilista
- Riawna Capri: cabeleiro
- Lorrie Turk: maquiagem
- Josh & Bethany Newman: direção de arte do encarte
- Parker Foote: design de encarte
- Jin Kim: design de encarte
- Ryon Nishimori: design de encarte
- Abby Murdock: design de encarte

## Desempenho comercial

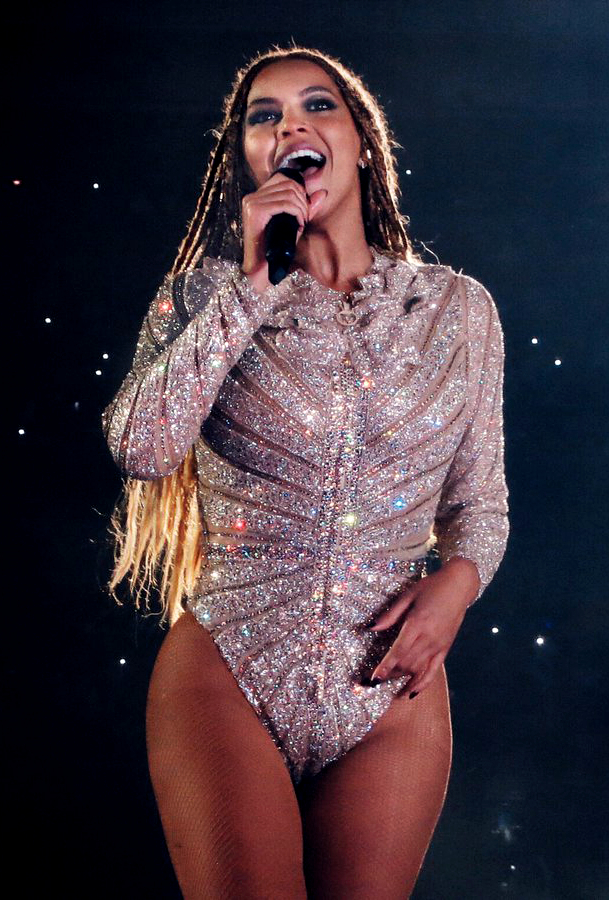
Com Lover, Swift empatou com Beyoncé (foto) entre as artista femininas com maior quantidade de estreias consecutivas em primeiro lugar na Billboard 200, com um total de seis álbuns.

No país nativo de Swift, os Estados Unidos, o desempenho comercial de Lover tornou-se alvo de especulações da mídia antes mesmo de seu lançamento; na BBC, Nick Levine considerou: "se não se tornar seu sexto [álbum] consecutivo no topo da Billboard 200, será um grande choque na indústria da música". Por causa do recorde detido pela cantora ao estrear quatro discos cada um vendendo mais de um milhão de cópias, alguns jornalistas debateram se ela conseguiria o feito pela quinta vez, e se o streaming impactaria em seus números de vendas.
Em 24 horas, a pré venda de Lover contabilizou 178 mil e 600 pedidos realizados através do Aple Music, tornando-o o álbum mais solicitado por uma artista feminina em 2019. Na atualização da Billboard 200 publicada uma semana depois de seu lançamento, o conjunto debutou na primeira posição, com 867 mil unidades equivalentes adquiridas em sua primeira semana, das quais 679 mil eram vendas puras. Assim, marcou a melhor semana de vendas naquele ano, superando Happiness Begins, de Jonas Brothers, que até então detinha esse feito ao estrear com 414 mil compras. Com isto, Swift converteu-se na primeira mulher a comercializar mais de 500 mil cópias em uma semana com seis discos diferentes e empatou com Beyoncé na primeira colocação entre as artistas femininas com mais estreias consecutivas no topo da tabela, totalizando seis álbuns cada uma. Vendeu mais unidades do que todos os outros 199 títulos naquela edição do gráfico, que registravam 361 mil cópias combinadas, sendo o primeiro disco a realizar tal façanha desde Reputation. Ao colocar 18 faixas na Billboard Hot 100, quebrou o recorde de mais entradas simultâneas para uma cantora até então. Lover ainda fez Swift marcar sua 37ª semana em primeiro lugar na Billboard Artist 100 — gráfico que mede a atividade de artistas nas tabelas mais influentes da revista — estendendo seu recorde de artista a liderá-lo por mais tempo.
Caiu para para a vice-liderança na edição seguinte, atrás da estreia de Fear Inoculum (2019), de Tool, movimentando 178 mil réplicas; contundo, esse foi o valor mais alto registrado na segunda semana de um álbum em 2019. Na atualização posterior, foram constatadas outras 104 mil compras do produto o que o manteve na segunda colocação da tabela. Chegou ao final do ano com 386 mil réplicas adquiridas digitalmente e mais outras 699 mil de seu físico, tornando-o o álbum mais vendido do período em ambos os formatos e o único lançamento de 2019 a ultrapassar a marca de 1 milhão de vendas nos Estados Unidos. Com isso, ainda marcou a quarta vez que uma obra de Swift conseguiu ser o mais bem sucedido de um ano no país — em sequência a Fearless (em 2009), 1989 (em 2014) e Reputation (em 2017) — a maior quantidade entre qualquer outro artista até então. Quando sua edição em vinil foi disponibilizada, 18 mil compras foram registradas em 7 dias, fazendo de sua intérprete a quarta mulher a vender mais rapidamente nesse formato em toda a história. Adicionalmente, finalizou 2019 como o 4º registro com melhor desempenho na Billboard 200 e o 15.º do ano seguinte. Suas 17 semanas de permanência entre os dez primeiros colocados do gráfico, foram cinco vezes mais que a de seu antecessor, Reputation. Desde então, a Recording Industry Association of America (RIAA) reconheceu o projeto com um certificado triplo de platina, denotando 3 milhões de unidades movidas em território estadunidense.
No Canadá, o projeto debutou no cume do Canadian Albums Chart sendo consumido 47 mil vezes no total, marcando a melhor semana de vendas para um álbum em 2019 até então — superando as 46 mil unidades obtidas por DNA, de Backstreet Boys — e rendendo à cantora sua sexta liderança consecutiva na tabela. De forma similar a ocorrida na Billboard 200, Lover foi deslocado para a segunda posição por Fear Inoculum em sua atualização seguinte; Esteve presente na parada durante 100 edições, finalizando o ano como o sexto mais vendido no país. Já na Argentina e no México, obteve um desempenho semelhante, sendo em ambos o líder em vendas em sua semana de lançamento. Também experimentou boa receptividade na Ásia e Oceania; Debutou na colocação máxima das paradas da Austrália e da Nova Zelândia; no primeiro território, foi o quinto projeto de Swift a conquistar essa posição e registrou as vendas mais altas em uma primeira semana em 2019. Mais tarde, recebeu certificados de platina ao exportar 140 mil réplicas na Austrália pela Australian Recording Industry Association (ARIA) e 15 mil na Nova Zelândia pela Recorded Music NZ (RMNZ). Na China, se tornou o primeiro álbum internacional a ser consumido 1 milhão de vezes em uma primeira semana de lançamento, sendo o terceiro de Swift a possuir valores acima desse — depois de 1989 e Reputation — fazendo dela a primeira artista internacional a realizar tal feito. O projeto ainda alcançou o terceiro lugar no Japão e o 36º na Coreia do Sul, enquanto em Singapura comercializou cópias suficientes em 2019 para ser certificado com um disco de platina.
No Reino Unido, Lover debutou no comando do UK Albums Chart com 53 mil unidades equivalentes, das quais 35 mil eram vendas tradicionais. Isso ajudou Swift a se tornar a primeira artista feminina, e a sétima no geral, a ter quatro álbuns no topo da parada nos anos 2010. Foi também o disco de uma mulher mais consumido de todos os tempos por intermédio digital em solo britânico, superando Thank U, Next, de Ariana Grande. Após sua distribuição exceder 600 mil cópias, a British Phonographic Industry (BPI) acabou por condecorar a obra com certificado de platina. Na França, Lover também foi o líder de vendas em sua semana de lançamento, movendo 7 mil e 500 unidades, das quais 5 mil e 700 eram puras. Ao redor da Europa, o produto foi ainda o mais adquirido em países como Bélgica, Espanha, Estônia, Irlanda, Suécia e Suíça. Globalmente, de acordo com a International Federation of the Phonographic Industry (IFPI), o álbum foi o mais vendido de 2019 por um artista solo e o segundo no geral, atrás apenas de 5x20 All the Best!! 1999–2019, de Arashi. Tornou-se quarta vez que um lançamento de Swift encerrava o ano na segunda posição da lista — seguindo Red (2012), 1989 (2014) e Reputation (2017) — sendo a primeira artista feminina a conseguir esse feito, bem como a primeira a ser reconhecida duas vezes pela IFPI com o troféu de Artista de Gravação Global do Ano, obtido anteriormente em 2014. Em fevereiro de 2020, o Universal Music Publishing Group relatou que a adquirição de Lover havia ultrapassado 5 milhões de unidades em todo o mundo.
| País — Tabela musical (2019)           | Posição de pico |
| -------------------------------------- | --------------- |
| África do Sul (EMA)                    | 2               |
| Argentina (CAPIF)                      | 1               |
| Alemanha (GfK Entertainment Charts)    | 2               |
| Austrália (ARIA Charts)                | 1               |
| Áustria (Ö3 Austria Top 40)            | 2               |
| Bélgica (Ultratop 50 de Flandres)      | 1               |
| Bélgica (Ultratop 40 de Valônia)       | 2               |
| Canadá (Canadian Albums Chart)         | 1               |
| Coreia do Sul (Goan)                   | 36              |
| Croácia (HDU)                          | 3               |
| Dinamarca (Hitlisten)                  | 2               |
| Escócia (OCC)                          | 1               |
| Eslováquia (IFPI Slovenská Republika)  | 3               |
| Espanha (PROMUSICAE)                   | 1               |
| Estônia (Eesti Ekspress)               | 1               |
| Estados Unidos (Billboard 200)         | 1               |
| França (SNEP)                          | 5               |
| Finlândia (IFPI Finlândia)             | 4               |
| Grécia (IFPI Grécia)                   | 1               |
| Hungria (MAHASZ)                       | 8               |
| Irlanda (IRMA)                         | 1               |
| Islândia (Tónlistinn)                  | 13              |
| Itália (FIMI)                          | 2               |
| Japão (Oricon)                         | 3               |
| Japão (Billboard Japan)                | 3               |
| Lituânia (AGATA)                       | 1               |
| México (AMPROFON)                      | 1               |
| Noruega (VG-lista)                     | 1               |
| Nova Zelândia (Recorded Music NZ)      | 1               |
| Países Baixos (Dutch Charts)           | 1               |
| Polônia (ZPAV)                         | 5               |
| Portugal (AFP)                         | 1               |
| Reino Unido (UK Albums Chart)          | 1               |
| República Checa (IFPI Česká Republika) | 2               |
| Suécia (Sverigetopplistan)             | 1               |
| Suíça (Schweizer Hitparade)            | 1               |

| País — Tabela musical (2019)        | Posição |
| ----------------------------------- | ------- |
| Alemanha (GfK Entertainment Charts) | 88      |
| Austrália (ARIA Charts)             | 6       |
| Áustria (Ö3 Austria Top 40)         | 64      |
| Bélgica (Ultratop 50 de Flandres)   | 28      |
| Bélgica (Ultratop 40 da Valônia)    | 158     |
| Canadá (Canadian Albums Chart)      | 14      |
| Dinamarca (Hitlisten)               | 99      |
| Espanha (PROMUSICAE)                | 50      |
| Estados Unidos (Billboard 200)      | 4       |
| França (SNEP)                       | 179     |
| Irlanda (IRMA)                      | 23      |
| Japão (Billboard Japan)             | 98      |
| Japão (Oricon)                      | 84      |
| México (AMPROFON)                   | 10      |
| Nova Zelândia (Recorded Music NZ)   | 14      |
| Países Baixos (Dutch Charts)        | 52      |
| Portugal (AFP)                      | 36      |
| Reino Unido (UK Albums Chart)       | 24      |
| Suíça (Schweizer Hitparade)         | 73      |
| País — Tabela musical (2020)        | Posição |
| Austrália (ARIA Charts)             | 15      |
| Bélgica (Ultratop 50 de Flandres)   | 44      |
| Canadá (Canadian Albums Chart)      | 13      |
| Croácia (HDU)                       | 14      |
| Dinamarca (Hitlisten)               | 93      |
| Espanha (PROMUSICAE)                | 77      |
| Estados Unidos (Billboard 200)      | 15      |
| Irlanda (IRMA)                      | 29      |
| Nova Zelândia (Recorded Music NZ)   | 22      |
| Reino Unido (UK Albums Chart)       | 37      |

| Região | Certificação | Vendas     |
| --- | ------------ | ---------- |
| Alemanha (BVMI) | Ouro         | 100 000^   |
| Austrália (ARIA) | 6× Platina   | 420 000‡   |
| Áustria (IFPI Áustria) | Platina      | 15 000‡    |
| Bélgica (BEA) | Platina      | 20 000‡    |
| Dinamarca (IFPI Dinamarca) | 2× Platina   | 40 000‡    |
| Espanha (PROMUSICAE) | Ouro         | 20 000‡    |
| Estados Unidos (RIAA) | 3× Platina   | 3 000 000‡ |
| França (SNEP) | Platina      | 100 000^   |
| Itália (FIMI) | Ouro         | 25 000‡    |
| Nova Zelândia (RIANZ) | Platina      | 15 000‡    |
| Noruega (IFPI Noruega) | Platina      | 20 000*    |
| Polônia (ZPAV) | 2× Platina   | 40 000*    |
| Portugal (AFP) | Ouro         | 7 500^     |
| Singapura (RIAS) | Platina      | 10 000‡    |
| Reino Unido (BPI) | 2× Platina   | 600 000‡   |
| Resumos |              |            |
| Mundo | —            | 5 000 000  |
| *números de vendas baseados somente na certificação ^distribuições baseadas apenas na certificação ‡vendas+valores de streaming baseados somente na certificação |              |            |

## Histórico de lançamento
| Região         | Data                   | Formato                    | Edição  | Gravadora(s) | Ref.    |
| -------------- | ---------------------- | -------------------------- | ------- | ------------ | ------- |
| Vários         | 23 de agosto de 2019   | Download digital streaming | Padrão  | Republic     | [ 97 ]  |
| Vários         | 23 de agosto de 2019   | CD                         | Padrão  | Republic     | [ 319 ] |
| Vários         | 23 de agosto de 2019   | CD                         | Deluxe  | Republic     | [ 320 ] |
| Reino Unido    | 23 de agosto de 2019   | cassete                    | cassete | Virgin EMI   | [ 321 ] |
| Europa         | 23 de agosto de 2019   | cassete                    | cassete | Universal    | [ 321 ] |
| Estados Unidos | 30 de agosto de 2019   | cassete                    | cassete | Republic     | [ 322 ] |
| Austrália      | 1 de novembro de 2019  | cassete                    | cassete | Universal    | [ 323 ] |
| Brasil         | 2 de novembro de 2019  | CD                         | cassete | Universal    | [ 324 ] |
| Estados Unidos | 15 de novembro de 2019 | Vinil                      | cassete | Republic     | [ 100 ] |
| Reino Unido    | 15 de novembro de 2019 | Vinil                      | cassete | Virgin EMI   | [ 325 ] |
| Europa         | 15 de novembro de 2019 | Vinil                      | cassete | Universal    | [ 325 ] |
| China          | 23 de agosto de 2020   | Vinil                      | cassete | Universal    | [ 326 ] |